# Быстроходный ударный катер
Быстроходный ударный катер (англ. Fast attack craft, сокр. FAC) — представляет собой небольшой, быстрый и маневренный военный корабль, вооруженный противокорабельными ракетами, пушкой или торпедами.

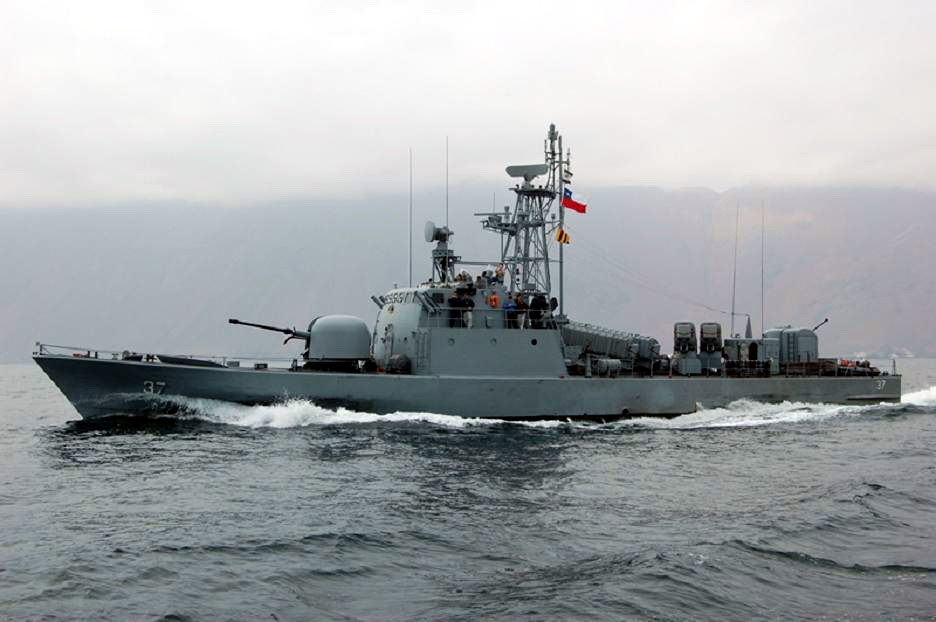
Быстроходный ударный катер ВМС Чили.

Эти катера работают в непосредственной близости от суши, поскольку им не хватает мореходных качеств для действий в открытом море. Размер судна также ограничивает запасы топлива, провизии и питьевой воды. Их водоизмещение обычно составляет от 50 до 800 тонн, катера могут развивать скорость от 25 до 50 узлов (46—93 км/ч).
Основным преимуществом быстроходного ударного катера перед другими типами боевых кораблей является стоимость. Они могут быть развёрнуты при относительно низких затратах, что позволяет флоту с ограниченными возможностями эффективно защищаться от более крупного противника. Основными недостатками являются плохие мореходные качества, тесные каюты и плохая зенитная защита.

## История
Ещё в середине XIX века направление в военно-морской теории с названием «молодая школа» предполагало отказ от достижения превосходства в тяжёлых военных судах и делало ставку на малые корабли, вооружённые торпедами, истребляющие морской торговый флот противника и тем самым подрывающие его экономический потенциал. Впервые эта идея была воплощена в жизнь в 1870-х годах с помощью торпедных катеров с паровым двигателем, которые в большом количестве выпускались как английским, так и французским флотами. Потенциальная угроза от быстроходных ударных катеров была полностью устранена с появлением в 1893 году миноносца, который превратился в современный эсминец. На них устанавливались орудия, способные уничтожить торпедный катер, прежде чем он окажется в пределах его досягаемости до противника, чтобы использовать своё собственное оружие.
Идея быстроходных катеров была возрождена незадолго до Первой мировой войны, когда на них стали использоваться новые бензиновые двигатели. В авангарде этого проекта были Великобритания и Италия с Coastal Motor Boat и Motoscafo armato silurante соответственно. Выдающимся достижением судов этого класса было потопление австро-венгерского линкора SMS Szent István итальянским катером. Английские быстроходные катера во время Гражданской войны в России атаковали 18 июня 1919 года Красный флот, стоявший на якоре в Кронштадте, потопив крейсер «Память Азова», но потеряв при этом четыре катера.
Конструкция быстроходных катеров была усовершенствована в середине 1930-х годов, в результате чего появились Motor torpedo boat и Motor gunboat во флоте Великобритании, PT boat во флоте США и S-Boot во флоте Германии. Все они широко использовались во время Второй мировой войны, но их эффективность была ограничена из-за возрастающей угрозы авиации.

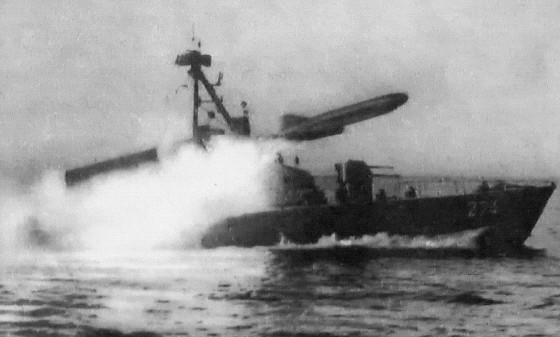
Ракетный катер проекта 183-Р «Комар».

После Второй мировой войны использование этого типа судов неуклонно сокращалось во флотах всех ведущих военных стран, несмотря на внедрение более безопасных дизельных двигателей вместо легковоспламеняющихся бензиновых. С развитием противокорабельных ракет в Союзе ССР возродились быстроходные ударные катера, которые стали называться ракетный катер. Первые из них были модификациями торпедных катеров с торпедными аппаратами, заменёнными ракетными пусковыми установками. Такие небольшие быстрые суда могли атаковать и уничтожить крупный военный корабль. В Союзе ССР они выпускались с 1959 года по проекту «Комар» (было выпущено 110 судов). На смену им пришли корабли следующего класса — «Москит» (построено 400 судов), которые продавались зарубежным армиям и эксплуатируются по настоящее время.
Первым боевым применением ракетных катеров стал египетский корабль типа «Комар», который 20 октября 1967 года, вскоре после Шестидневной войны, поразил четырьмя ракетами «Термит» израильский эсминец «Эйлат», в результате чего последний затонул.
Аналогичные военные корабли выпускались странами блока NATO — OTAN, в их числе французский быстроходный штурмовик типа «Комбатант», которых к 1974 году было построено 68 штук. За ним последовал улучшенный Combattante III.
На сегодня самое большое количество быстроходных ударных катеров находится у Ирана и Северной Кореи, у которой флот этого типа составляет более чем триста судов.